# Psilodercidae
Psilodercidae Machado, 1951 è una famiglia di ragni appartenente all'ordine Araneae.

## Caratteristiche
I ragni appartenenti a questa famiglia possono essere distinti per il "posizionamento segestriide" dei loro sei occhi, uguale a quello dei ragni della famiglia Segestriidae. Inoltre non hanno setole sulle loro zampe, hanno forti setole apicali sul cymbium è un paio di spermateche nelle femmine.

## Distribuzione
Le 224 specie della famiglia sono ampiamente distribuite in Asia sudorientale, Cina e Filippine.

## Tassonomia
Gli 11 generi appartenenti a questa famiglia sono relativamente poco studiati e potranno cambiare numero di specie e filogenesi man mano che maggiori informazioni saranno disponibili. In particolare l'aracnologo Wunderlich ha osservato che Psiloderces è troppo ampio e andrebbe suddiviso in più gruppi piccoli e distinti.
Descritta come sottofamiglia delle Ochyroceratidae a seguito di un lavoro di Machado del 1951, con la denominazione di Psilodercinae; confermata da successivi studi della Deeleman-Reinhold del 1995 e di Wunderlich (2004b). Successive considerazioni in un lavoro di qualche anno dopo hanno spinto Wunderlich (2008i) ad elevarla al rango di famiglia a sé con l'attuale denominazione: il tutto ratificato e confermato da un lavoro degli aracnologi Pérez-González, Rubio & Ramírez, del 2016.
Attualmente, a dicembre 2020, si compone di 11 generi e 224 specie:
1. Althepus Thorell, 1898 - Asia sudorientale, Filippine, Cina
2. Flexicrurum Tong & Li, 2007 - Cina (Hainan)
3. Leclercera Deeleman-Reinhold, 1995 - Cina, Thailandia, Nepal, Myanmar, Celebes, Filippine, Borneo, Malaysia
4. Luzonacera F.Y. Li & S.Q. Li, 2017 - Filippine (Luzon)
5. Merizocera Fage, 1912 - Sri Lanka, Thailandia, Myanmar, Cina, Singapore, Giava
6. Priscaleclercera Wunderlich, 2017 - Indonesia (Celebes)
7. Psiloderces Simon, 1892 - Borneo, Thailandia, Filippine, Celebes, Flores, Vietnam, Giava, Sri Lanka, Cina, Sumatra
8. Qiongocera F.Y. Li & S.Q. Li, 2017 - Cina (Hainan)
9. Relictocera F.Y. Li & S.Q. Li, 2017 - Thailandia, Vietnam
10. Sinoderces F.Y. Li & S.Q. Li, 2017 - Cina (Hainan), Laos, Thailandia
11. Thaiderces F.Y. Li & S.Q. Li, 2017 - Thailandia, Sumatra, Myanmar